# Mario Ferraro
Mario Ferraro (* 17. September 1998 in Toronto, Ontario) ist ein kanadischer Eishockeyspieler, der seit April 2019 bei den San Jose Sharks aus der National Hockey League (NHL) unter Vertrag steht und dort auf der Position des Verteidigers spielt. Mit der kanadischen Nationalmannschaft gewann er die Goldmedaille bei der Weltmeisterschaft 2021.

## Karriere
Ferraro, der in der kanadischen Metropole Toronto in der Provinz Ontario geboren wurde, jedoch im etwa 30 Kilometer entfernten King City aufwuchs, spielte bis zum Sommer 2016 in den unterklassigen Juniorenligen Ontarios rund um Toronto. Zwischen 2014 und 2016 war der Abwehrspieler für die Toronto Patriots in der Ontario Junior Hockey League (OJHL) aktiv. Gleich in seinem ersten Jahr mit dem Team gewann Ferraro mit der Mannschaft die Meisterschaft der Liga. Das zweite Jahr, in dem die Mannschaft die Qualifikation für die Playoffs und damit die Titelverteidigung verpasste, fand er sich nach 40 Scorerpunkten in 51 Spielen im Second All-Prospect Team der OJHL wieder.
Obwohl Ferraro bereits im Jahr 2014 in der Priority Selection der Ontario Hockey League von den Barrie Colts ausgewählt worden war, entschied der Verteidiger sich im Sommer 2016 dazu, in die United States Hockey League zu wechseln. In deren Entry Draft war er im Vorsommer von den Des Moines Buccaneers gezogen worden, für die er in der Saison 2016/17 für ein Spieljahr aufs Eis ging. Erneut sammelte der Defensivakteur über 40 Punkte und stand am Jahresende sowohl im All-Rookie Team als auch First All-Star Team der Liga. Folglich wurde er im Sommer im NHL Entry Draft 2017 bereits in der zweiten Runde an 49. Stelle von den San Jose Sharks aus der National Hockey League (NHL) ausgewählt. Ferraro schrieb sich daraufhin an der University of Massachusetts Amherst ein, wo er in den folgenden beiden Jahren parallel zu seinem Studium für die Universitätsmannschaft Minutemen in der Hockey East, einer Division im Spielbetrieb der National Collegiate Athletic Association (NCAA). Nachdem es Ferraro am Ende der Spielzeit 2017/18 auch ins All-Rookie Team der Hockey East geschafft hatte, errang er 2019 den Titel in der regulären Saison der Division. Zudem stand er im Third All-Star Team. Durch die Unterschrift unter einen NHL-Einstiegsvertrag bei den San Jose Sharks im April 2019 endete seine Collegekarriere mit dem Einstieg ins Profitum vorzeitig.
Im anschließenden Sommer erarbeitete sich Ferraro einen Platz im Stammkader der Sharks und debütierte als einer von drei Rookies zum Saisonbeginn der Spielzeit 2019/20 in der NHL. Bei der Weltmeisterschaft 2021 kam er zu seinem Debüt für die kanadische Nationalmannschaft und gewann mit dem Team prompt die Goldmedaille.

## Erfolge und Auszeichnungen
| - 2015 OJHL-Meisterschaft mit den Toronto Patriots - 2016 OJHL Second All-Prospect Team - 2017 USHL All-Rookie Team | - 2017 USHL First All-Star Team - 2018 Hockey East All-Rookie Team - 2019 Hockey East Third All-Star Team |

### International
- 2021 Goldmedaille bei der Weltmeisterschaft

## Karrierestatistik
Stand: Ende der Saison 2024/25

### International
Vertrat Kanada bei:
- Weltmeisterschaft 2021

(Legende zur Spielerstatistik: Sp oder GP = absolvierte Spiele; T oder G = erzielte Tore; V oder A = erzielte Assists; Pkt oder Pts = erzielte Scorerpunkte; SM oder PIM = erhaltene Strafminuten; +/− = Plus/Minus-Bilanz; PP = erzielte Überzahltore; SH = erzielte Unterzahltore; GW = erzielte Siegtore; 1 Play-downs/Relegation; Kursiv: Statistik nicht vollständig)